# Pierre Tchernia
Pierre Tchernia, né Pierre Tscherniakowsky le 29 janvier 1928 à Paris et mort le 8 octobre 2016, dans la même ville, est un réalisateur, scénariste, journaliste, concepteur et animateur d'émissions de télévision français.
Surnommé « Monsieur Cinéma » en référence à l'émission de télévision homonyme qu'il présente à partir de septembre 1967, il fait partie des pionniers de la télévision en France.

## Biographie

### Famille
Son père, Isaac Tscherniakowsky est un ingénieur en chauffage central de confession juive ashkénaze né en 1874 à Korolivka, en Ukraine, un village près de Kiev (Empire russe). En 1889, son père quitte ce village à l'âge de 15 ans pour s'établir à Odessa, dans un grand atelier de ferronnerie puis part pour l'Allemagne où il se forme au métier d'ingénieur de manière totalement autodidacte. Il souhaite dès lors rejoindre la France, « patrie de Jean-Jacques Rousseau, des droits de l'homme et du socialisme », estimant en outre que la religion relève de l'obscurantisme.
Brillant diplômé, l'ingénieur invente notamment différents dispositifs pour les systèmes de chauffage central. En 1902, alors âgé de 28 ans, il rencontre une jeune Française nommée Aimée Dufour qui en a dix de moins. Ils se marient un an plus tard. Couturière de métier, de confession chrétienne et d'une famille originaire du Nord, elle est née en 1884. Pierre Tchernia relate que Victor Hugo s'est penché sur le berceau de sa mère, quelques semaines avant que l'illustre écrivain ne meure.

### Enfance

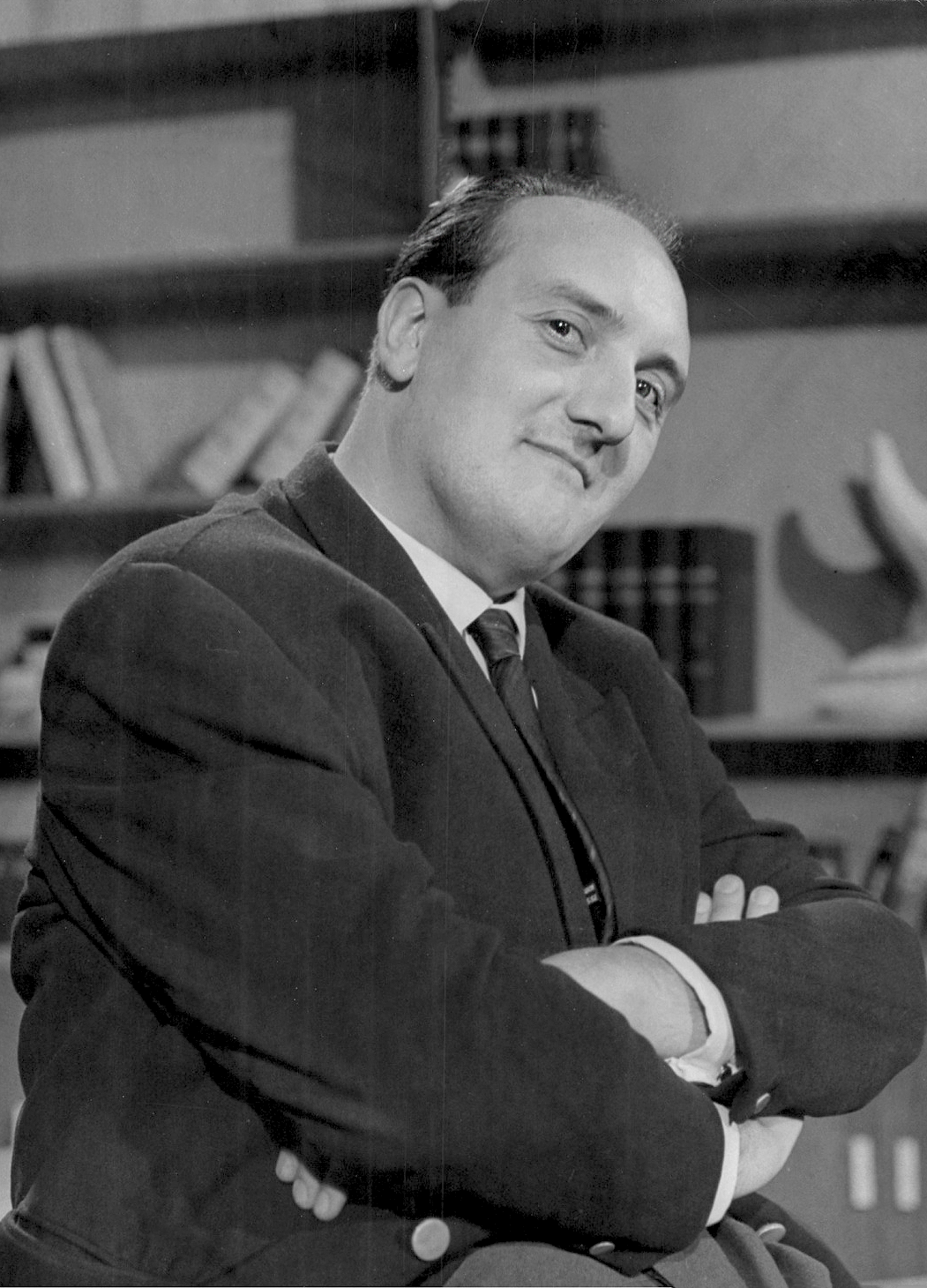
Pierre Tchernia en 1950.

Pierre Tchernia est né le 29 janvier 1928 à Paris, dernier d'une fratrie de quatre enfants, comptant deux filles et deux garçons. Il estime qu'il est né par accident et qu'il n'a pas été prévu, car il vient au monde 18 ans après sa seconde sœur. Son frère est l'océanographe Paul Tchernia (1905-1986). Ainsi, son père est âgé de 53 ans quand le petit Pierre vient au jour et, durant son enfance, il le surnomme « Petia », diminutif de Piotr.

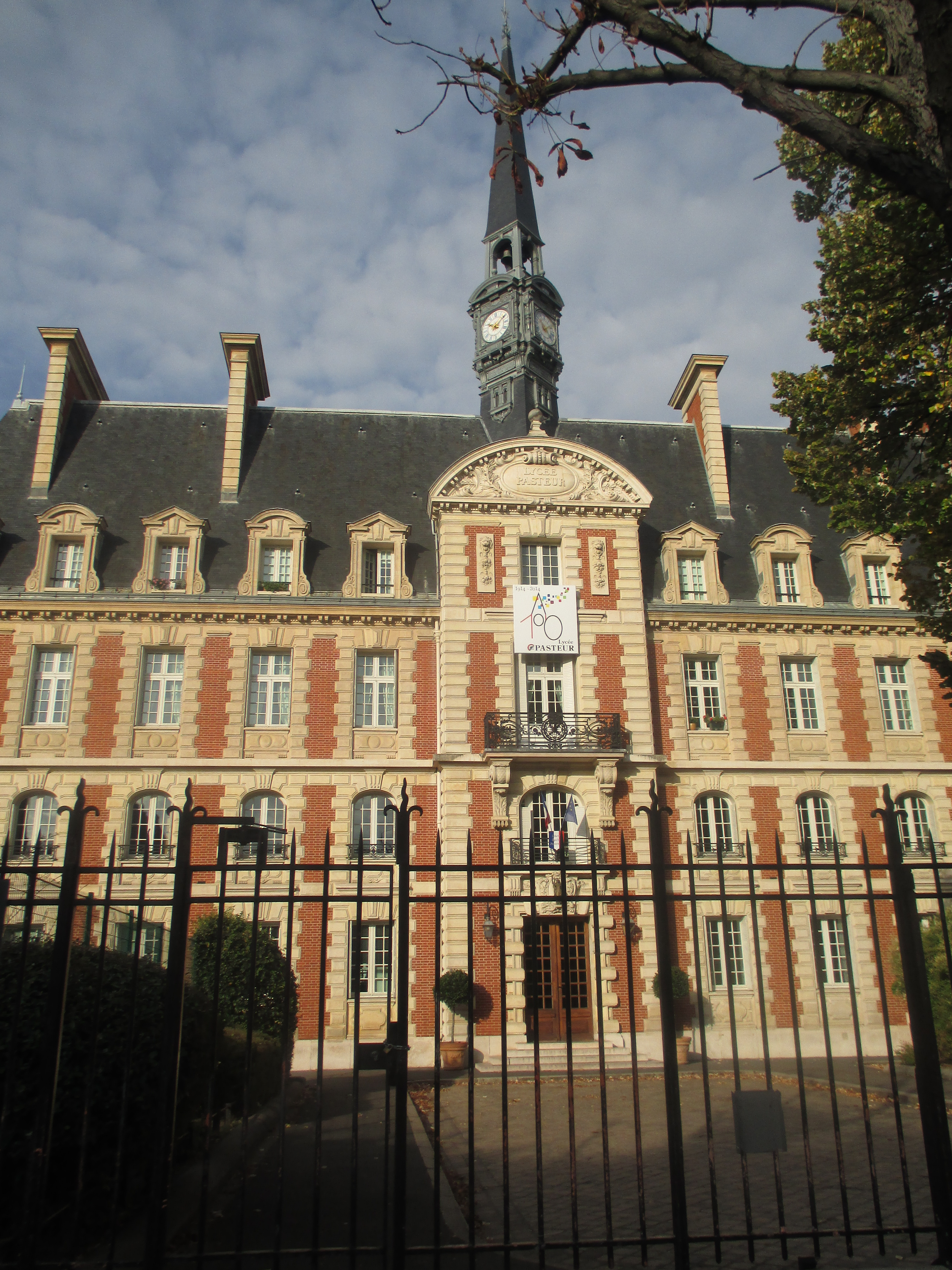
Le lycée Pasteur de Neuilly où il fait ses études jusqu'en 1945.

Il passe son enfance rue Danton à Levallois-Perret. Il est inscrit à l'école communale de la rue Marius-Aufan puis, comme la plupart des enfants de cette commune, il entre au lycée Pasteur de Neuilly-sur-Seine, en octobre 1937. Il y poursuit toute sa scolarité, sauf lors d'une courte période durant la guerre ses parents l'envoient passer l'année scolaire 1940 à Auxerre, dans l'Yonne, dans laquelle l'une de ses sœurs vit avec son époux. De retour à Levallois, il se passionne pour la littérature, la bande-dessinée et le cinéma. À cette période, Jean-Paul Sartre, Robert Merle ou Georges Magnane sont professeurs à son lycée et parmi ses camarades, il côtoie le futur politique Jean-François Deniau ou encore le comédien en herbe Bernard de Fleury, auquel il suggère son pseudonyme Bernard Lavalette. Ils se passionnent pour le jazz, le théâtre et le cinéma. Il fréquente très souvent la salle de cinéma du « Magic Ciné » de Levallois-Perret.
En septembre 1939, craignant les bombardements, ses parents l'envoient chez sa sœur, Rachel, établie dans l'Yonne à Auxerre.
Il passe ensuite l'occupation à Levallois-Perret et assiste à la libération de Paris. Dans sa dernière autobiographie, il relate qu'en 1941, le jeune Tscherniakowsky ne porte pas l'étoile jaune imposée par l'Allemagne nazie mais une étoile en carton avec l'inscription « Parisien », tout comme ses camarades noirs ou d'origine étrangère. Il obtient la deuxième partie de son baccalauréat en 1945. Il découvre les classes sociales et les différents profils socio-culturels de ses camarades.

### Études cinématographiques et radio

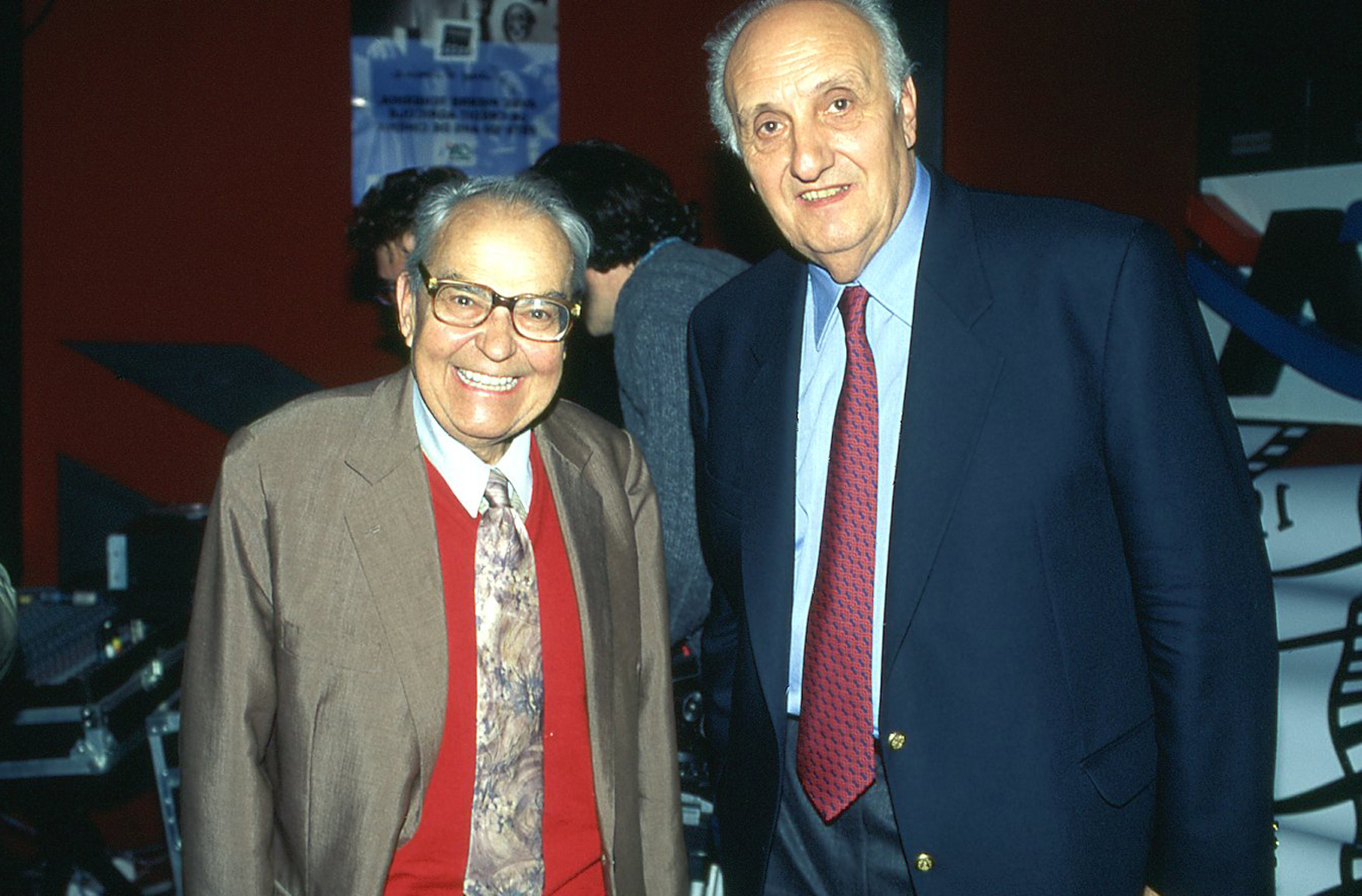
Comme Raymond Borde, il fonde un ciné-club à la fin des années 1940.

Au terme de sa scolarité, il entre à l'École nationale de photographie et de cinématographie (ENPC) dite « école Vaugirard » devenue à partir de 1965, l'École nationale supérieure Louis-Lumière, puis il intègre l'Institut des hautes études cinématographiques (IDHEC), organisme intégré à la Fémis en 1988. Au cours de cette formation, il côtoie notamment Claude Sautet. Pour créer un ciné-club, il sollicite Henri Langlois, cofondateur de la Cinémathèque française pour l'emprunt de copies de chefs-d'œuvre mais sans succès. Durant cette même période, il se lie d'amitié notamment avec Yves Robert, le futur réalisateur de télévision Alexandre Tarta ainsi qu'avec les comédiens Roger Pierre, Jean-Marc Thibault et Jean Richard.

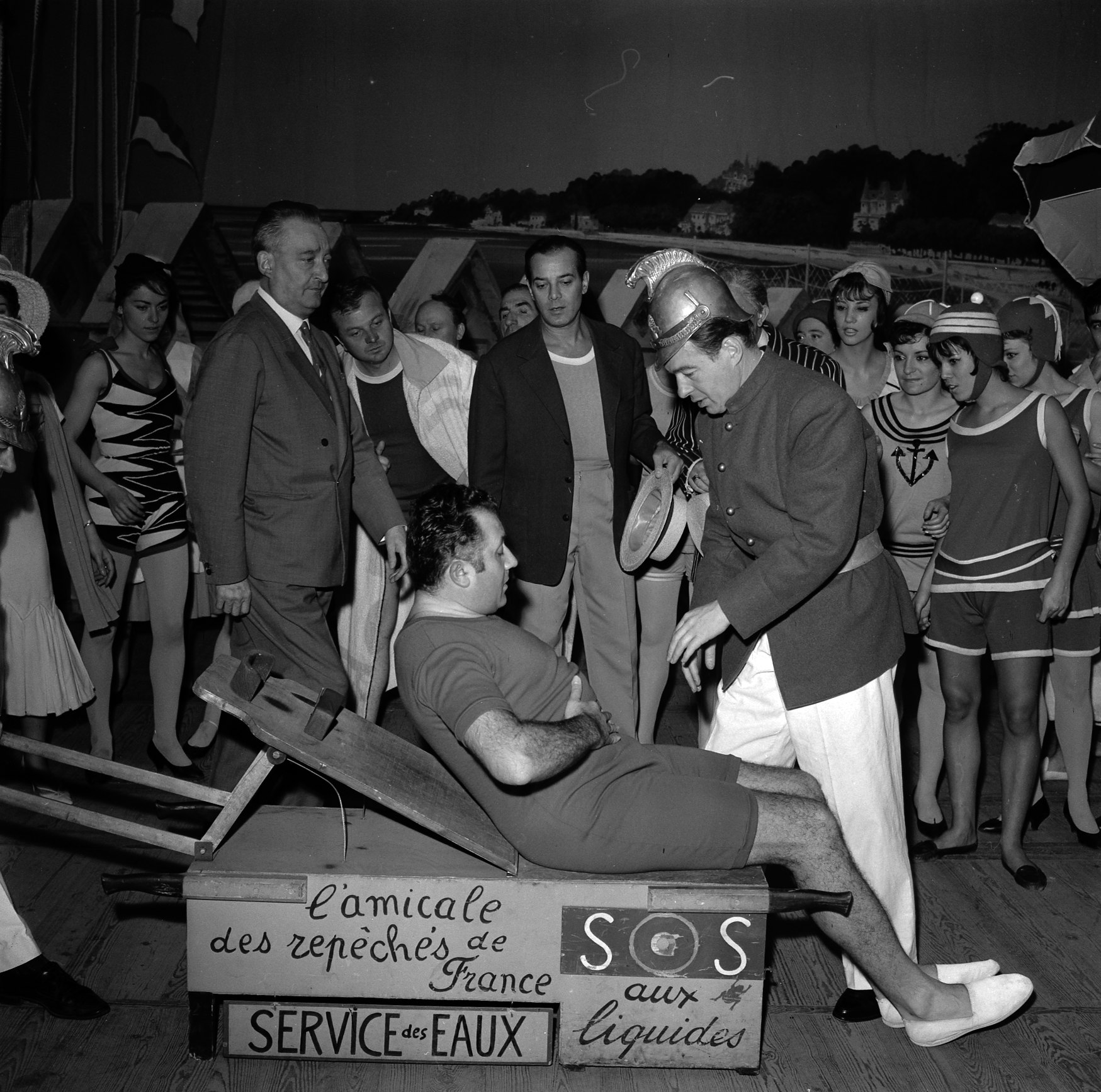
La période des comédies burlesques des années 1950 et 1960 où il se lie avec Jean Richard, comédien et Gérard Calvi, compositeur ainsi qu'avec la troupe des Branquignols.

Diplômé en 1948, mais sans relations, il ne trouve pas de stage d'assistant dans le cinéma et devient alors régisseur pour une tournée théâtrale dirigée par Jean Richard dans la zone française d'occupation basée en Allemagne, pour une pièce jouée par Suzy Prim et Renaud Mary. Chargé de l'installation et du changement des décors, il y joue également le rôle du vieux seigneur.

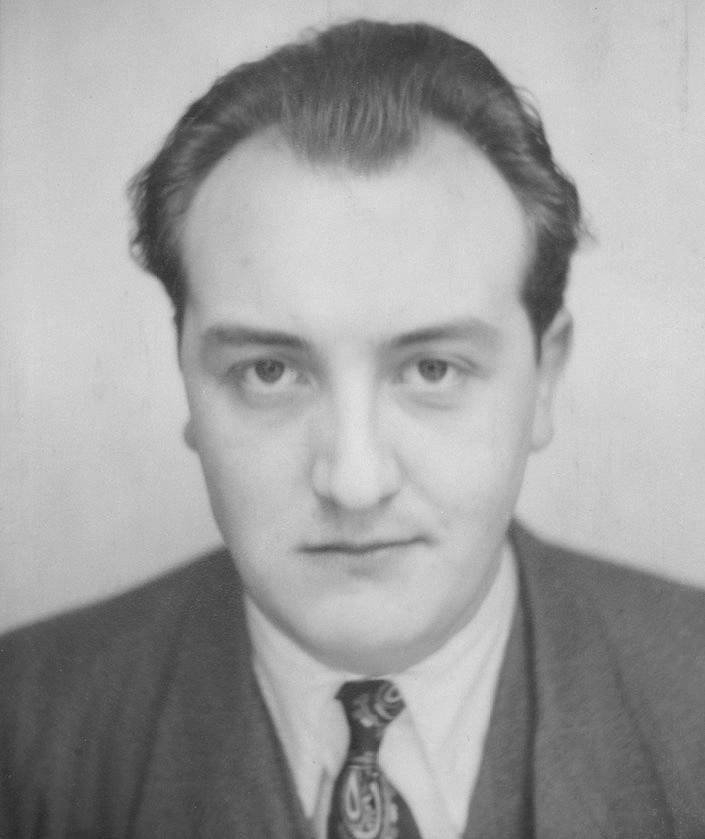
Pierre Tchernia en 1952.

La même année, il découvre et rejoint le « Club d'essai de la Radiodiffusion française » (RDF) qui exploite un petit émetteur couvrant la région parisienne diffusant une heure de programme à midi et trois heures le soir. Il y rencontre le musicien Gérard Calvi et surtout le journaliste Pierre Dumayet qui le présente à Pierre Sabbagh responsable du futur premier journal télévisé de la télévision.

### Carrière
Pierre Tchernia mène en parallèle plusieurs activités pour la télévision, le théâtre, le cinéma et parfois la presse écrite. Au cours de sa carrière, il intervient comme auteur, critique, scénariste, régisseur, technicien, assistant, journaliste, animateur-présentateur, metteur en scène ou encore réalisateur.

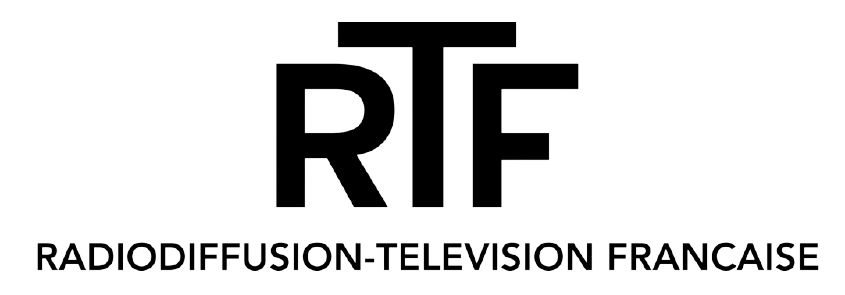
Il entre à la Radiodiffusion-télévision française en 1948 et se forme à la radio.

#### À la télévision
Alors que la France n'a encore qu'une seule chaîne de télévision qui n'émet que quelques heures par jour dans certaines régions seulement, Pierre Tchernia participe à la création du tout premier journal télévisé quotidien, diffusé pour la première fois, le 29 juin 1949 à 21 heures, aux côtés de Dumayet, de Georges de Caunes et de Jacques Sallebert. Le 4 décembre 1949, il fait ses débuts officiels pour un reportage de dépôt de gerbe à l'Arc de triomphe de l'Étoile tourné à la caméra film au format 16 millimètres, sans prise de son car il est chargé de commenter en direct, les images qui sont diffusées à l'antenne, de retour aux studios de la rue Cognacq-Jay.

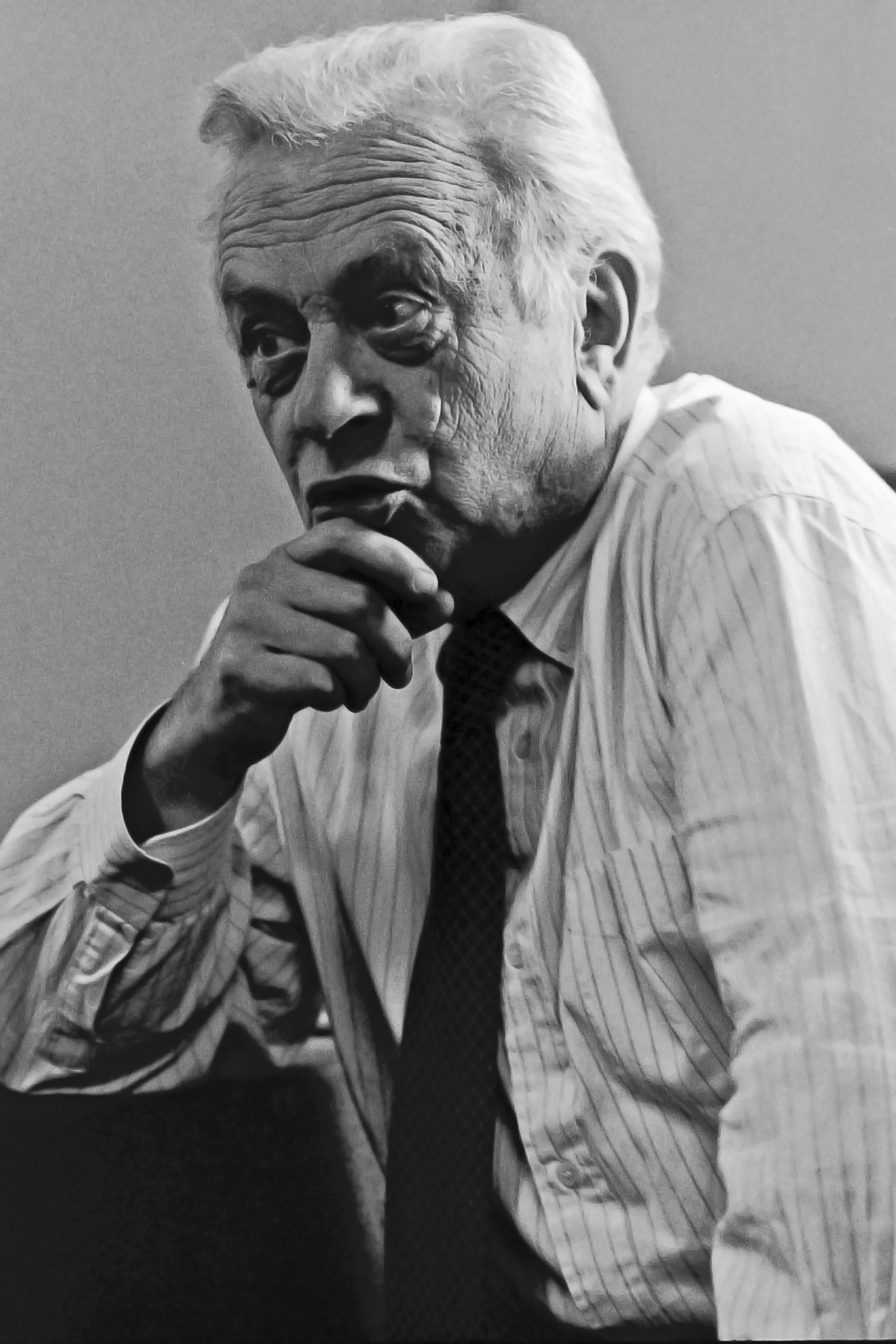
En 1949, il rejoint Pierre Dumayet pour le premier journal télévisé.

Il apparaît pour la première fois sur le petit écran à l'automne 1950 ; Pierre Sabbagh présente son équipe aux téléspectateurs pour le premier anniversaire du journal qui dure toujours environ 15 minutes. Parmi les autres collaborateurs du journal, il fait notamment la connaissance de Lucien Morisse et Denise Glaser.
Le 30 septembre 1949, il épouse Françoise Pépin, — avec laquelle il vivra jusqu'à la mort de cette dernière en 1997, après presque cinquante ans de vie commune. Durant six années, il collabore au journal télévisé de la RTF.

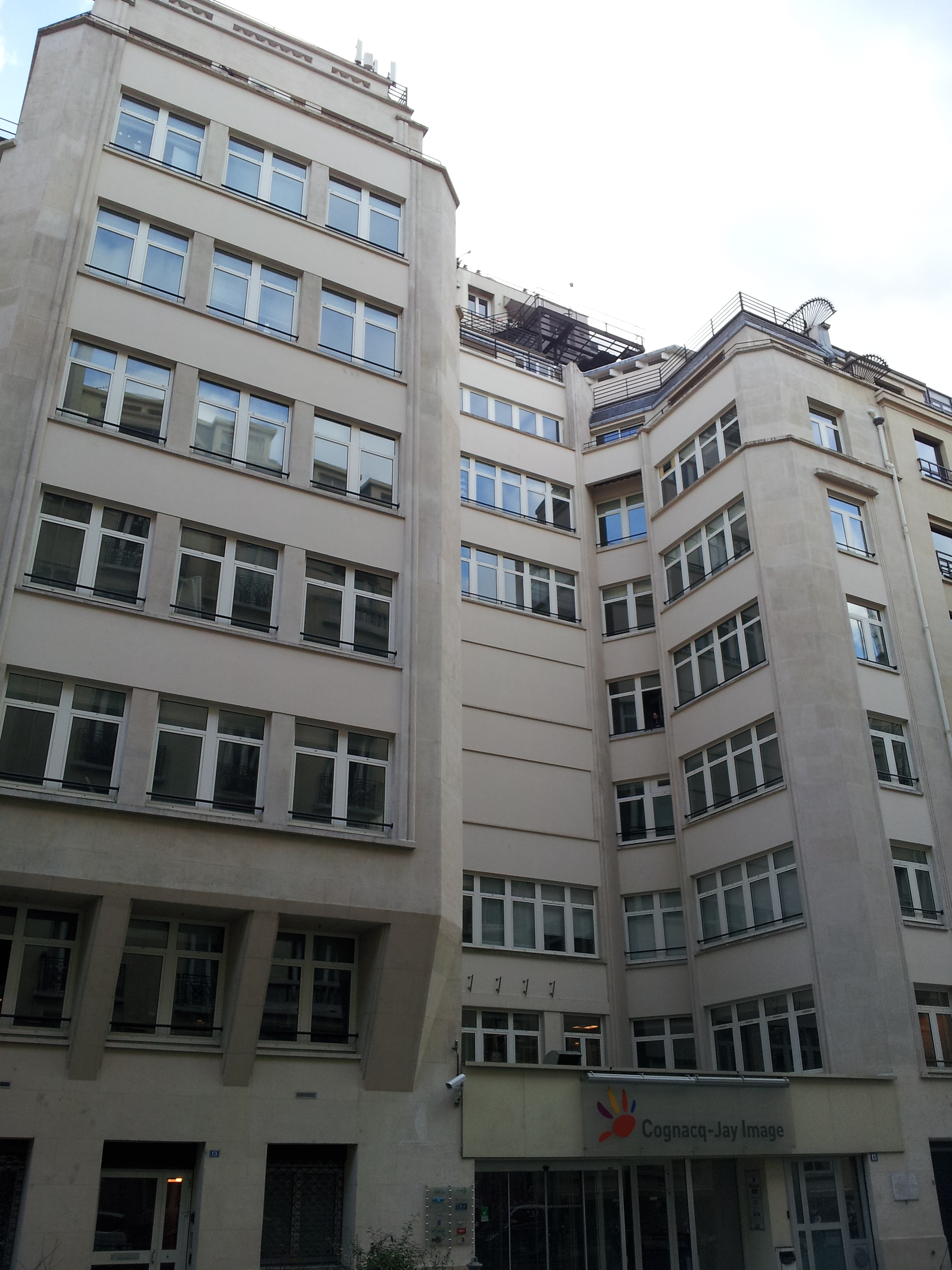
Le mythique immeuble 13-15 rue Cognacq-Jay à Paris où la télévision s'installe en 1949.

Durant les années 1950, il anime différentes émissions parmi lesquelles Les Amoureux de la tour Eiffel en 1951, ou Du côté de chez vous avec en coprésentatrice, Micheline Dax et il remplace parfois Jean Nohain pour son fameux 36 chandelles puis crée un certain nombre d'émissions comme la pièce Monsieur Muguet s'évade, l'émission humoristique La Boîte à sel (1955-1960) et les variétés de La Clé des champs (1958-1959).

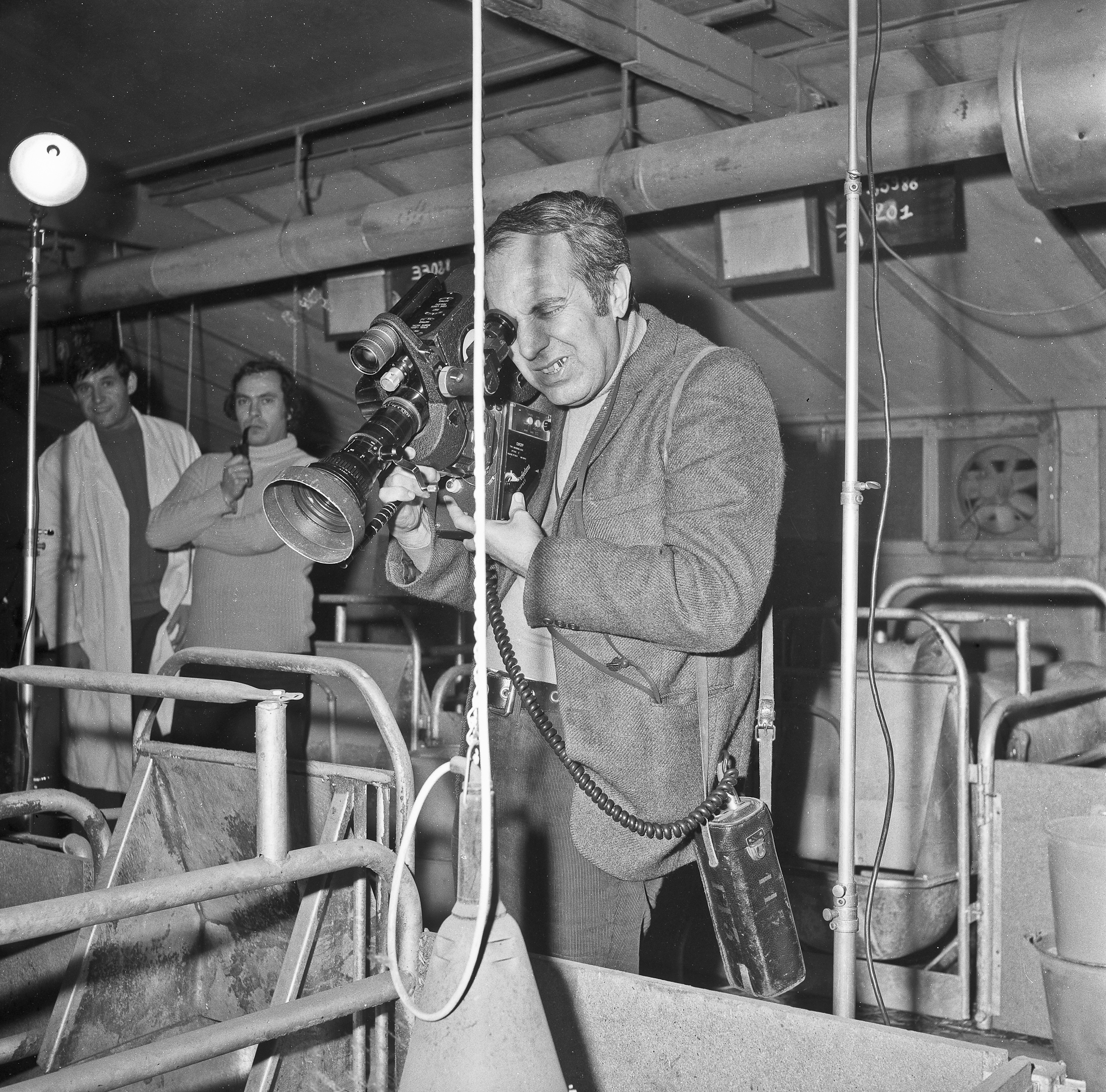
Jusqu'en 1975, les actualités sont tournées avec caméras 16 mm. Alexandre Tarta réalise un reportage en 1969.

À partir de 1956, Pierre Tchernia devient le réalisateur de l'émission La Piste aux étoiles de son ami Gilles Margaritis, dont il apprécie particulièrement piloter la réalisation en direct ou dans les conditions du direct.

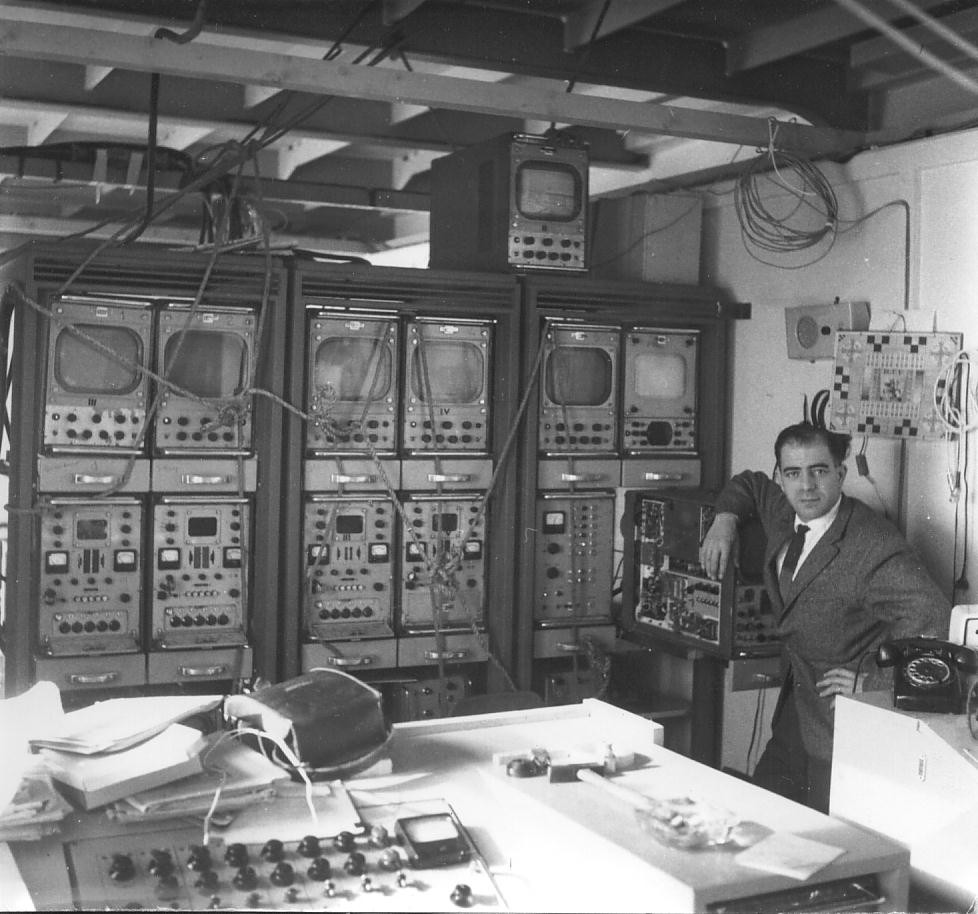
Une régie mobile installée à proximité du cirque permet à Tchernia de réaliser l'émission La Piste aux étoiles.

Au cours de différentes retransmissions spéciales et reportages télévisés « En direct de... », Pierre Tchernia intervient comme présentateur ; on le retrouve notamment pour une soirée consacrée aux mineurs de Lens et pour la première fois, la télévision filme les profondeurs des mines du Nord. Il intervient également lors des émissions spéciales consacrées aux spéléologues dans le gouffre de La Pierre Saint-Martin, les astronomes au sommet du pic du Midi de Bigorre, une visite du porte-avion La Fayette à Toulon ou encore, le 17 janvier 1959 sur la ligne de train à grande vitesse reliant Lille à Paris à l'occasion de son électrification.

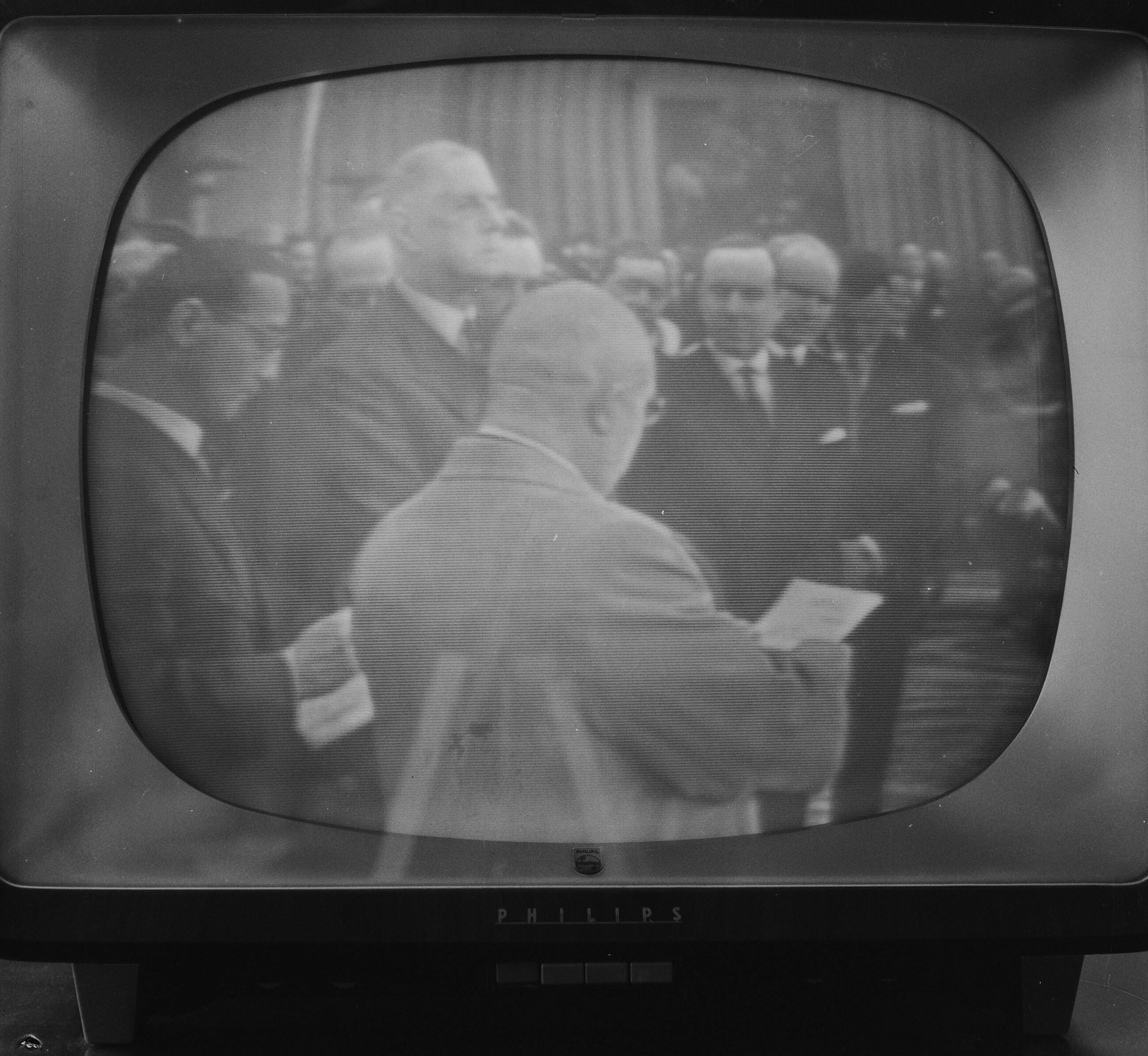
La 5e République marque un tournant à la télévision. L'émission La Boîte à sel doit s'arrêter.

En 1959, à la suite d'un changement de régime politique majeur (Cinquième République), la période de liberté éditoriale des émissions comme La Boîte à sel est remise en question et ses créateurs Robert Rocca et Jacques Grello sont convoqués par le nouveau Ministre de l'Information, Louis Terrenoire pour annoncer qu'un strict contrôle est requis et que l'émission doit désormais être enregistrée ; les producteurs refusent et l'émission s'arrête définitivement, malgré son succès.
Entre 1958 et 1974 et à l'exception des années 1959, 1961, 1964, 1966 et 1971, il commente en direct le concours Eurovision de la chanson pour la télévision française à douze reprises : en 1958, 1960, 1962, 1963 pour la RTF ; puis pour l'ORTF en 1965, de 1967 à 1970, en 1972, 1973 et le 6 avril 1974, la France ne participe pas au concours Eurovision à la suite du décès du président de la République Georges Pompidou ; le concours est toutefois diffusé par l'ORTF une semaine plus tard, avec les commentaires enregistrés de Pierre Tchernia.
À partir de janvier 1959, il rejoint l'équipe du nouveau magazine d'actualités de l'ORTF Cinq colonnes à la une comme reporter et commentateur, sous la houlette des journalistes Pierre Lazareff, Pierre Desgraupes, Pierre Dumayet et Igor Barrère. Il coanime ce magazine d'informations durant les années 1965 et 1966. L'émission, s'arrête le 3 mai 1968, à la suite des événements politiques et aux grèves nationales.

S'inspirant de l'émission américaine The Mickey Mouse Club produite par Walt Disney, il lance en 1961, L'Ami public numéro un à la télévision française.

Le 5 novembre 1961, il produit et présente pour la première fois L'Ami public numéro un, émission constituée d'extraits des productions Disney sur la RTF puis la Première chaîne de la RTF pendant 18 ans. Le 15 décembre 1966, à l'occasion de la mort de Walt Disney, la deuxième chaîne de l'ORTF qui l'emploie lui demande de réaliser et présenter un document spécial pour le magazine d'actualités alors qu'à la même heure sur la première chaîne, la diffusion avancée du prochain numéro enregistré de L'Ami public numéro un, ce qui le fait apparaître simultanément sur les deux chaînes nationales françaises.

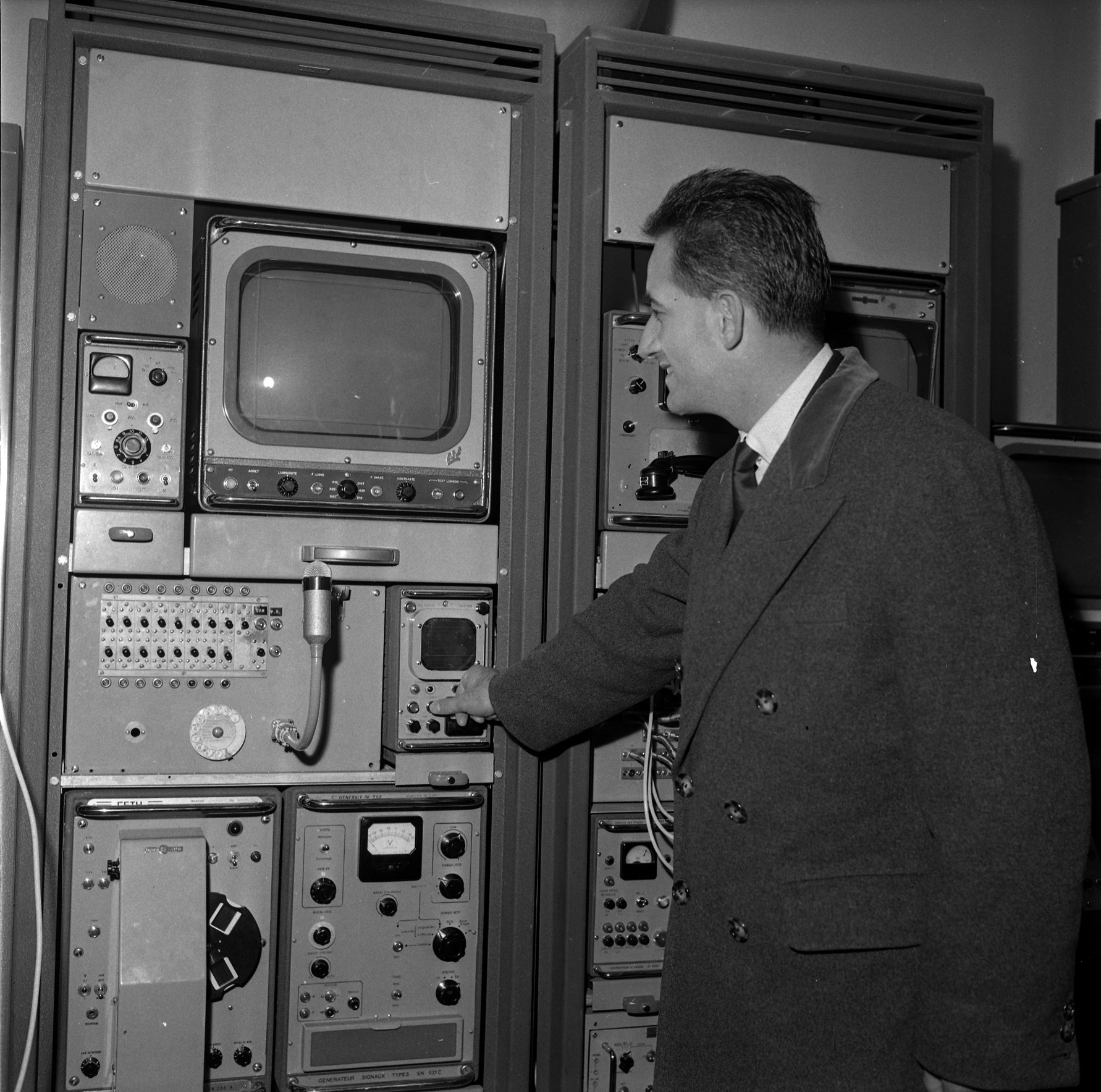
Le ministre de l'information Alain Peyrefitte inaugure la deuxième chaîne en 1963 que rejoint Tchernia, la même année.

Entre 1963 et 1997, il réalise huit téléfilms pour la télévision française.
Il crée, en 1964, sur la Deuxième chaîne de l'ORTF, l'émission interactive SVP Disney dont la diffusion se poursuit 14 années et dont le principe consiste à demander au jeune public de téléphoner pour exprimer son choix sur plusieurs extraits de films des productions Disney.
Le 28 décembre 1965, Tchernia produit une émission parodique intitulée « L'arroseur arrosé » avec le scénariste d'Astérix, Iznogoud et Lucky Luke qui y fait apparaître ses personnages, son ami René Goscinny, à l'occasion des 70 ans du cinématographe dont il s'agit du tout premier court-métrage de fiction. Il remporte la « Rose d'or » et le « Prix du jury de la presse » au Festival de la Rose d'or à Montreux en 1966 pour L’Arroseur arrosé.

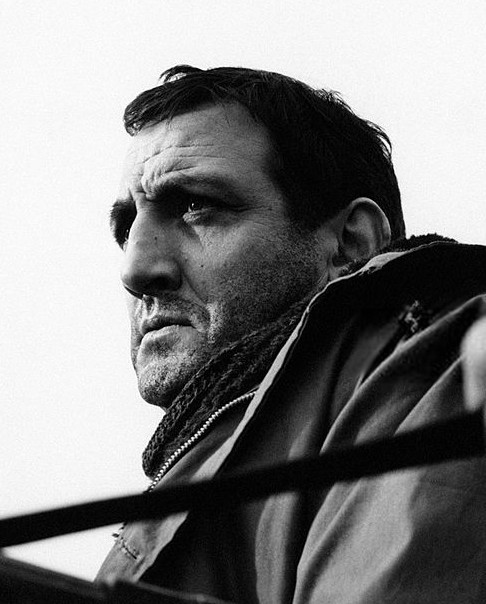
Pour Lino Ventura, il trouve le nom de l'association Perce-Neige.

À la même période, Lino Ventura sur conseil de son ami Michel Audiard sollicite Tchernia pour présenter une série d'émissions spéciales devant soutenir l'association que l'acteur doit créer pour recueillir des fonds auprès du public en faveur des enfants handicapés, entre le 6 et le 12 décembre 1965. Tchernia suggère le nom « Perce Neige » pour l'association et l'appel lancé par Ventura en direct, le 6 décembre 1965 déclenche un considérable élan de dons de la part des téléspectateurs.
À partir du 4 novembre 1966, il présente Septième art, septième case, le premier jeu télévisé consacré au cinéma, émission conçue avec Jacques Rouland et Jean-Claude Romer ainsi qu'avec Pierre-Louis pour la coordination, sous la forme d'un jeu de l'oie.
Le 18 septembre 1967, l'émission simplifie sa formule et change de nom, devenant Monsieur Cinéma.

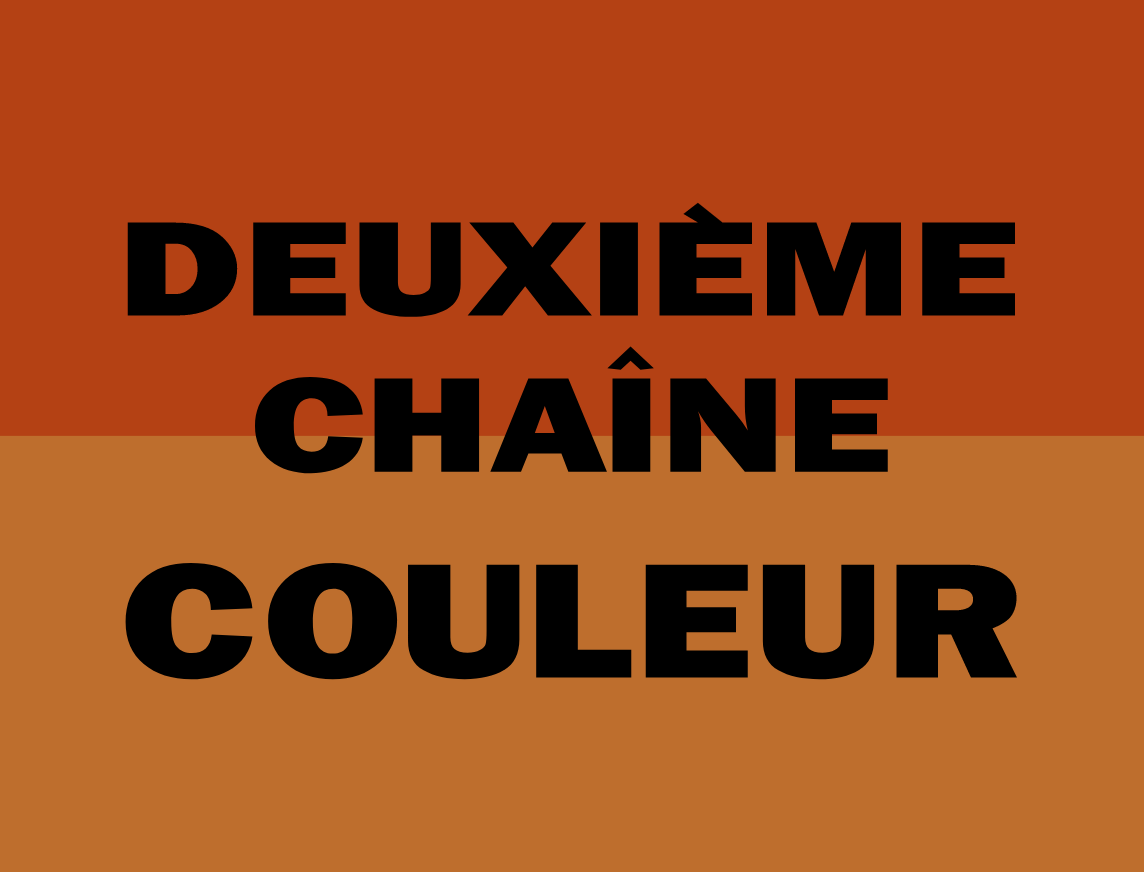
En 1967, à l'occasion du lancement de la couleur sur la Deuxième chaîne de l'ORTF, il propose et commente un reportage spécial.

Le 1er octobre 1967, il commente à la télévision, les images du premier reportage télédiffusé en couleur sur la Deuxième chaîne de l'ORTF.
À partir du 24 juin 1969, il devient le premier présentateur de l'émission « Le Francophonissime » pour laquelle il anime les quatre premières émissions, puis passe le relais à Georges de Caunes.
En 1975, il anime, le dimanche après-midi, l'émission intitulée « Dimanche illustré ». À partir de janvier 1977 et jusqu'en juin 1978, dans le cadre des émissions « Bon Dimanche » de Jacques Martin, il anime avec Jacques Rouland alias « Monsieur Chanson » et José Artur alias « Monsieur Théâtre », l'émission « Ces Messieurs vous disent » où il incarne « Monsieur Cinéma » : jeu où deux candidats s'affrontent sur des questions choisies par le candidat lui-même pour son adversaire, sur les thèmes chanson, théâtre ou cinéma. L'émission se termine avec l'invité chanson interprétant une de ses œuvres à l'antenne.
Entre 1976 et 1995, il est plusieurs fois le maître de cérémonie des Césars retransmise sur Antenne 2, France 2 puis sur Canal+. Il présente seul la soirée en 1976, 1977, 1978, 1981, 1985, 1989. Il est accompagné en 1979 et 1995 par Jean-Claude Brialy, par Peter Ustinov en 1980, en 1982 par Jacques Martin et par Michel Drucker en 1987.
De 1978 à 1983, il présente chaque dimanche pour la première chaîne de télévision belge francophone RTBF1, l'émission humoristique Zygomaticorama, enregistrée depuis les studios de Charleroi.
De 1980 à 1981, il anime aux côtés de Jacques Rouland l'émission « Jeudi Cinéma », devenue Mardi Cinéma de 1982 à 1987. Pour cette émission hebdomadaire, il reçoit les grands noms du 7e art français et international : Jeanne Moreau, Gérard Depardieu, Anna Karina, Jacques Perrin, Jean Marais, Claude Jade, Stéphane Audran, Peter Ustinov, Annie Girardot, Robert Hossein, Jean-Pierre Cassel, Isabelle Adjani, Philippe Noiret, Marie-José Nat et Michel Piccoli, notamment. En 1987, Monsieur Cinéma obtient en 1986 le 7 d'Or de la meilleure émission de jeu.
À partir de 1988, il participe à la conception et coprésente l'émission « Bonjour la télé » avec Frédéric Mitterrand.
Le 1er décembre 1990, il participe à l'hebdo télévisé humoristique Les Nuls, l'émission sur Canal+ où il incarne notamment, une speakerine.
Le 17 décembre 1990, Pierre Tchernia reçoit un trophée « 7 d'or » d'honneur lors de la 6e Nuit des 7 d'or retransmise en direct sur Antenne 2 depuis Le Lido à Paris.

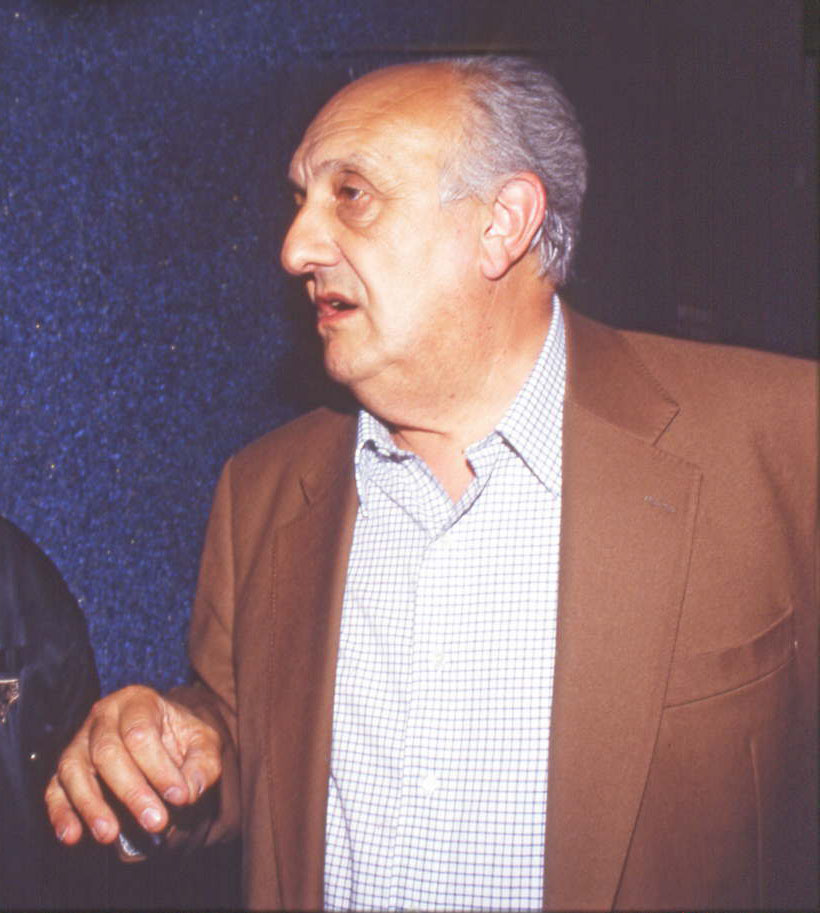
En 1993, Pierre Tchernia produit et présente la série documentaire « Notre télévision ».

En 1993, avec l'historien Jérôme Bourdon et la réalisatrice Dominique Froissant, il écrit, produit et présente une série documentaire intitulée « Notre télévision », composée d'archives et de témoignages de personnalités notables du petit écran.
Il participe une année plus tard aux côtés de l'animateur Arthur, à l'émission de divertissement Les Enfants de la télé sur France 2 dont les principaux ressorts s'inspirent de sa série documentaire de 1993 mais selon un traitement significativement plus humoristique et ludique, le 17 septembre 1994 (le 8 novembre 1996 l'émission est reprise sur TF1). Il intervient dans l'émission dès sa première diffusion jusqu'en juin 2006. L'émission se poursuit sans lui depuis lors mais il est toutefois toujours crédité au générique. Il ré-apparaît exceptionnellement dans l'émission de novembre 2007.
Le 18 mai 2008, il fait sa dernière apparition télévisée, comme invité dans l'émission de France 2 Vivement dimanche présentée et produite par Michel Drucker.

#### Au cinéma
Tchernia expérimente le métier de comédien, principalement pour des pièces de théâtre humoristiques. Ainsi en 1953, pour le cabaret La Rose Rouge, il intervient pour un petit rôle dans une pièce d'Yves Robert, adaptée de son court-métrage Les Bonnes Manières, sorti en 1951. Pierre Tchernia fait quelques apparitions dans les films de ses amis ; un présentateur dans La Belle Américaine en 1961, le garde-champêtre de La Guerre des boutons d'Yves Robert en 1962, le président du jury dans Le Petit Baigneur) en 1968 et il apparaît aussi dans ses propres films : le journaliste de télévision dans Le Viager en 1972 et un commentateur pour La Gueule de l'autre en 1975. Il participe souvent aussi comme narrateur (voix-off) à plusieurs films, parmi lesquels, Astérix et Obélix : Mission Cléopâtre en 2002.
En 1956, au cours d'un dîner avec la troupe de théâtre des Branquignols dont Louis de Funès et Jean Carmet font partie, Pierre Tchernia suggère à Robert Dhéry et Alfred Adam, l'idée débouchant sur le scénario de La Belle Américaine. Le film sort en 1961 et devient un succès populaire qui marque le début d'une collaboration avec Robert Dhéry et ses amis. Il le retrouve quatre ans plus tard, pour participer à l'écriture du film Allez France ! à la demande de Dhéry.

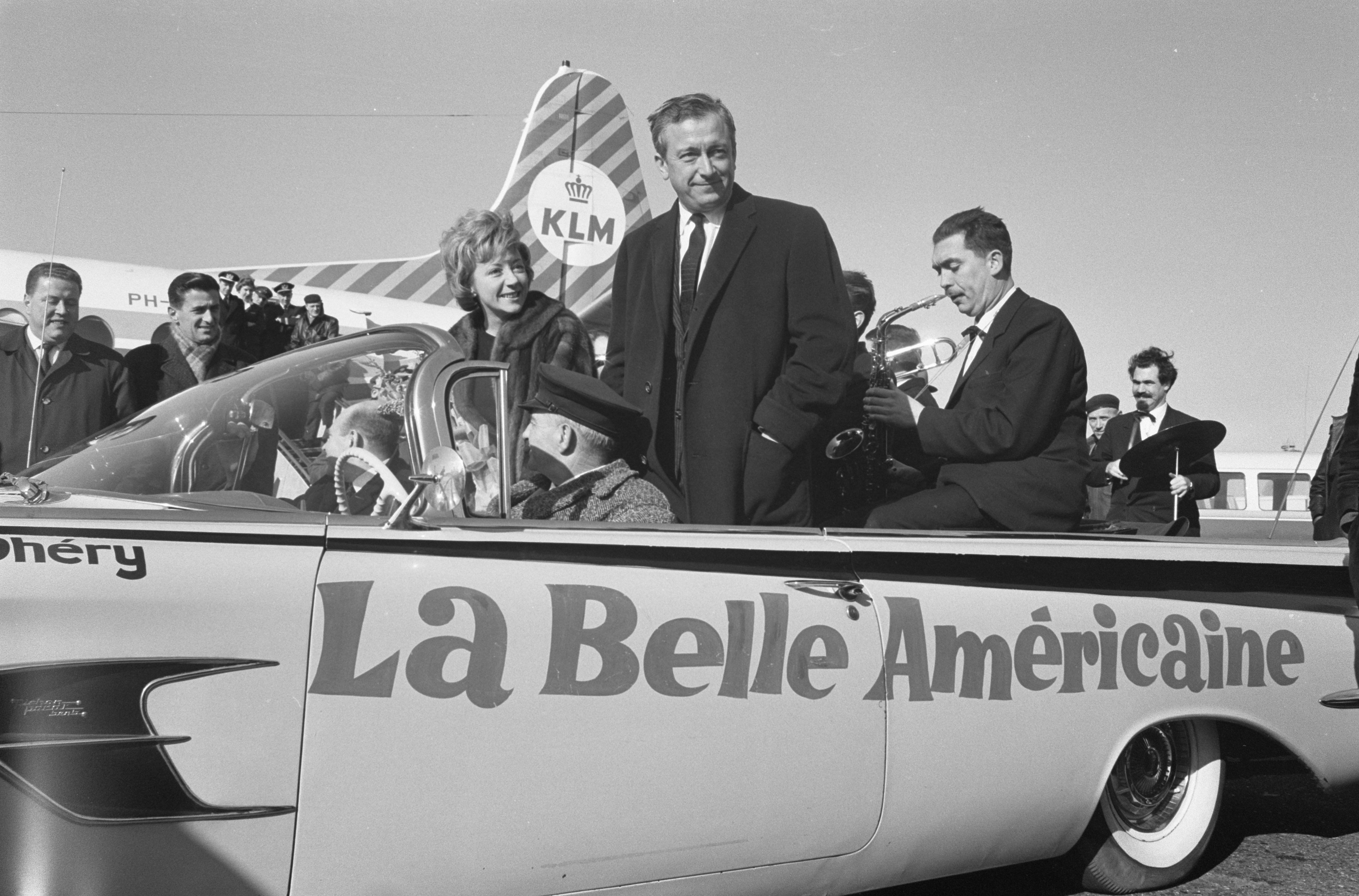
Son ami Robert Dhéry durant la promotion internationale du film La Belle Américaine, en 1962.

En 1963, Pierre Tchernia accepte de participer à l'adaptation cinématographique d'un roman intitulé Carambolages, sous la forme d'une comédie, à la demande du réalisateur Marcel Bluwal et du dialoguiste Michel Audiard ; Jean-Claude Brialy, Louis de Funès, Michel Serrault, Henri Virlojeux, Sophie Daumier sont parmi les protagonistes principaux et bien que le film soit un succès commercial, il est sifflé lors du Festival de Cannes, pour avoir, selon les critiques, trahi l'oeuvre littéraire originale de Fred Kassac.
Parmi ses différentes collaborations cinématographique, Tchernia participe au scénario final du dernier film de René Clair, Les Fêtes galantes sorti en 1966.
Avec son ami le scénariste René Goscinny qui lui a demandé de collaborer à l'écriture du dessin animé Astérix et Cléopatre en 1968, il coécrit à partir de l'été 1970, le scénario de son premier long-métrage de cinéma, Le Viager, avec Michel Serrault dans le rôle principal et une pléiade d'acteurs célèbres dont Michel Galabru, Odette Laure, Rosy Varte, Jean-Pierre Darras, Claude Brasseur, Yves Robert, Jean Carmet, Jean Richard, Gérard Depardieu à ses débuts. Par la suite, Pierre Tchernia fait appel à Michel Serrault comme même acteur principal, pour la quasi-totalité des films et téléfilms qu'il réalise.
La même année, René Goscinny le sollicite pour coécrire la première adaptation en long-métrage d'animation du personnage de bande dessinée créé par Morris, le cowboy Lucky Luke.
Le succès populaire obtenu par son premier long-métrage Le Viager amène Tchernia à réaliser en 1974, Les Gaspards, toujours avec Serrault, Michel Galabru, Jean Carmet et Gérard Depardieu ainsi que Philippe Noiret, Annie Cordy ou encore Chantal Goya. En 1979, il signe la réalisation du film La Gueule de l'autre, avec notamment Michel Serrault, Jean Poiret, Bernadette Lafont, Curd Jürgens, Roger Carel, Georges Géret, Catherine Lachens, Dominique Lavanant, Francis Lax, Jacques Legras, Bernard Lavalette, Marco Perrin, Pierre Douglas, Paulette Dubost, Robert Rollis, Colette Brosset, Michel Blanc et dans leurs propres rôles, l'animatrice Dorothée, Patrick Poivre d'Arvor et Stéphane Paoli.

Sa deuxième réalisation au cinéma, Les Gaspards obtient plus de 800000 entrées lors de sa sortie en 1974.

En 1988, il réalise Bonjour l'angoisse, avec Michel Serrault, Guy Marchand, Pierre Arditi, Jean-Pierre Bacri, Bernard Fresson, Bernard Haller, Robert Rollis, Jacques Fabbri et l'apparition de Muriel Robin, Jean-Claude Romer, le judoka Thierry Rey et l'auteur-dessinateur Marcel Gotlib qui a déjà collaboré au film Le Viager.

#### Dans le dessin animé et la bande dessinée

Le premier long-métrage d'animation Astérix et Cléopatre coécrit avec René Goscinny en 1968.

Pierre Tchernia a participé à l'adaptation de plusieurs albums d'Astérix en animation, prêtant sa voix à la narration de plusieurs films de la série. Il fait une apparition dans le film Astérix et Obélix : Mission Cléopâtre où il tient le rôle d'un centurion romain Caius Gaspachoandalus (nom repris de l'album Astérix en Corse le caricaturant déjà sous les traits de ce centurion) et assure aussi la narration. Il a précédemment réalisé et participé au téléfilm Deux Romains en Gaule, diffusé par l'ORTF en 1967.
Il a également participé avec Goscinny et Morris à la réalisation, au scénario et aux dialogues du long-métrage Lucky Luke (1971).

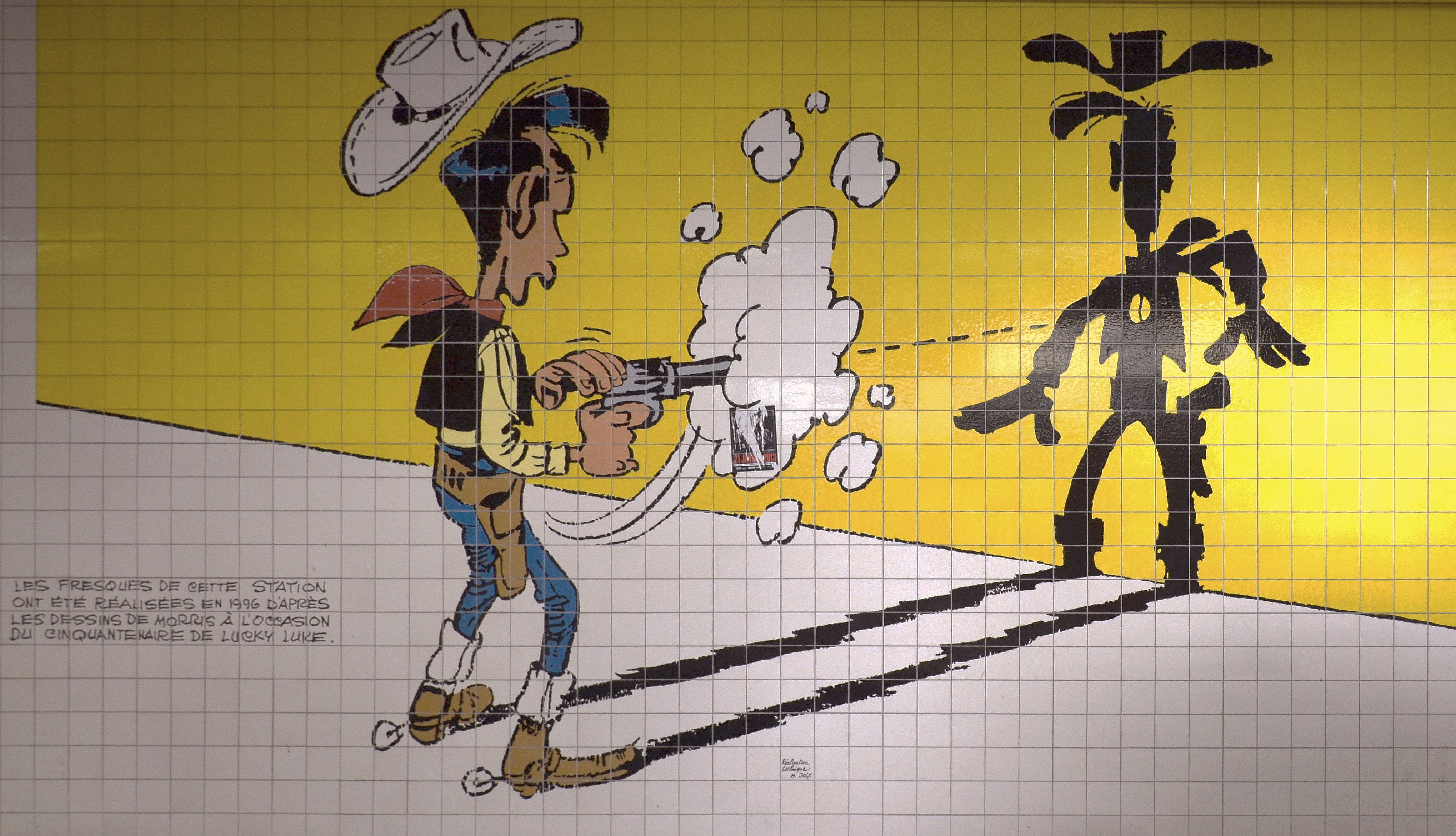
Tchernia signe l'adaptation du premier film du personnage de bande dessinée Lucky Luke en 1971.

Sa collaboration de longue date avec les studios Disney le conduit à enregistrer pour le label Le Petit Ménestrel la narration de plusieurs histoires tirées des films de Walt Disney, tels que Le Livre de la jungle. En 1979, Pierre Tchernia remet au nom de la Walt Disney Company un « Mickey d'honneur » au dessinateur Hergé pour l'ensemble de son œuvre, une distinction n'yant pas été décernée depuis 1967.

### Vie privée
Pierre Tchernia se marie le 30 septembre 1949 avec Françoise Pépin (1927-1997). Ils ont quatre enfants : Nicole (1952), Isabelle (1955), Jean-François (1956) et Antoine (1961).
Mesurant 1,87 m, il lutte contre son surpoids : il pèse 80 kilos lors de son mariage en 1949 ; il en pèse 118 six ans plus tard et atteindra 122 kilos. En 1960, il décide de faire un régime et annonce triomphalement sur la couverture d'un magazine télé : « j'ai maigri de 23 kilos ».
À partir de 1963, Pierre Tchernia et son épouse sont propriétaires d'une chaumière dans le village de Kercanic, près de Névez (Finistère),.
À la fin de sa vie, il habite dans une maison de repos en région parisienne. En 2014, il dément les rumeurs sur son entourage : « Contrairement à ce qui est parfois rapporté, je ne suis en aucun cas abandonné, mais, au contraire, très entouré par ma famille et mes proches. »
Pierre Tchernia est collectionneur de boîtes de sardines et de maquereaux.

### Décès

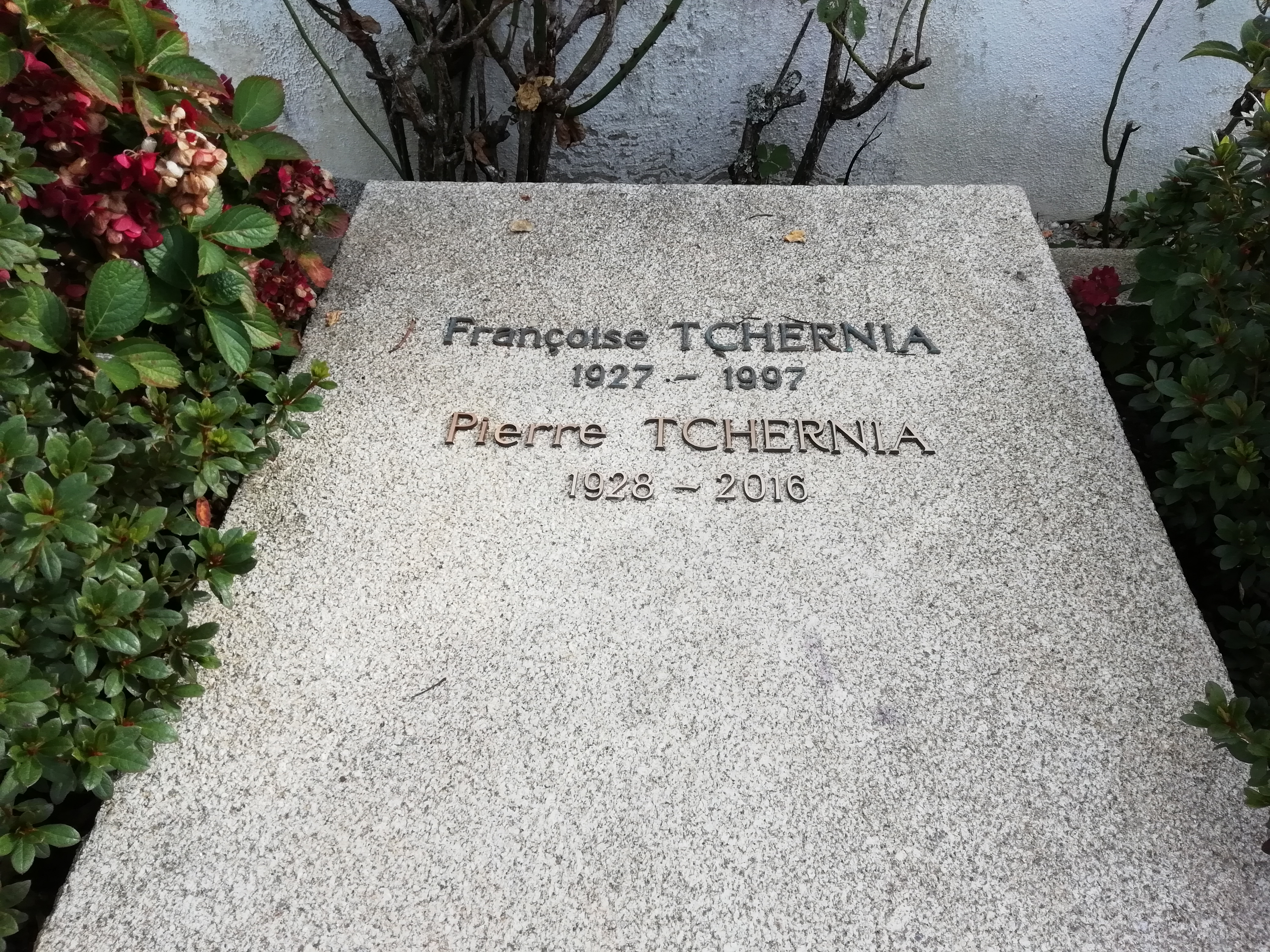
Tombe de Pierre Tchernia au cimetière de Névez.

Pierre Tchernia meurt le 8 octobre 2016 à Paris à l'âge de 88 ans. Il est inhumé à Névez (Finistère), auprès de sa femme Françoise .

### Décorations
- Commandeur de la Légion d'honneur le 14 juillet 2011 ; chevalier (31 décembre 1992) ; officier (31 décembre 2001)[30].
- Commandeur de l'ordre national du Mérite
- Médaille de vermeil de la Ville de Paris, remise par Bertrand Delanoë le 29 janvier 2008 — le jour de son quatre-vingtième anniversaire — pour ses services rendus à la présidence du Forum des Images.

### Hommages
Son amitié avec René Goscinny et Albert Uderzo lui a valu d'être caricaturé dans plusieurs albums d'Astérix (notamment Astérix chez les Belges) ainsi que dans une planche complète publiée dans Pilote, en juillet 1970, à l'occasion de la sortie d'Astérix chez les Helvètes, où on le voit présenter Astérix aux candidats Uderzo et Goscinny à l'émission Monsieur Cinéma.
Le dessinateur Gotlib l'a également représenté dans plusieurs bandes dessinées.

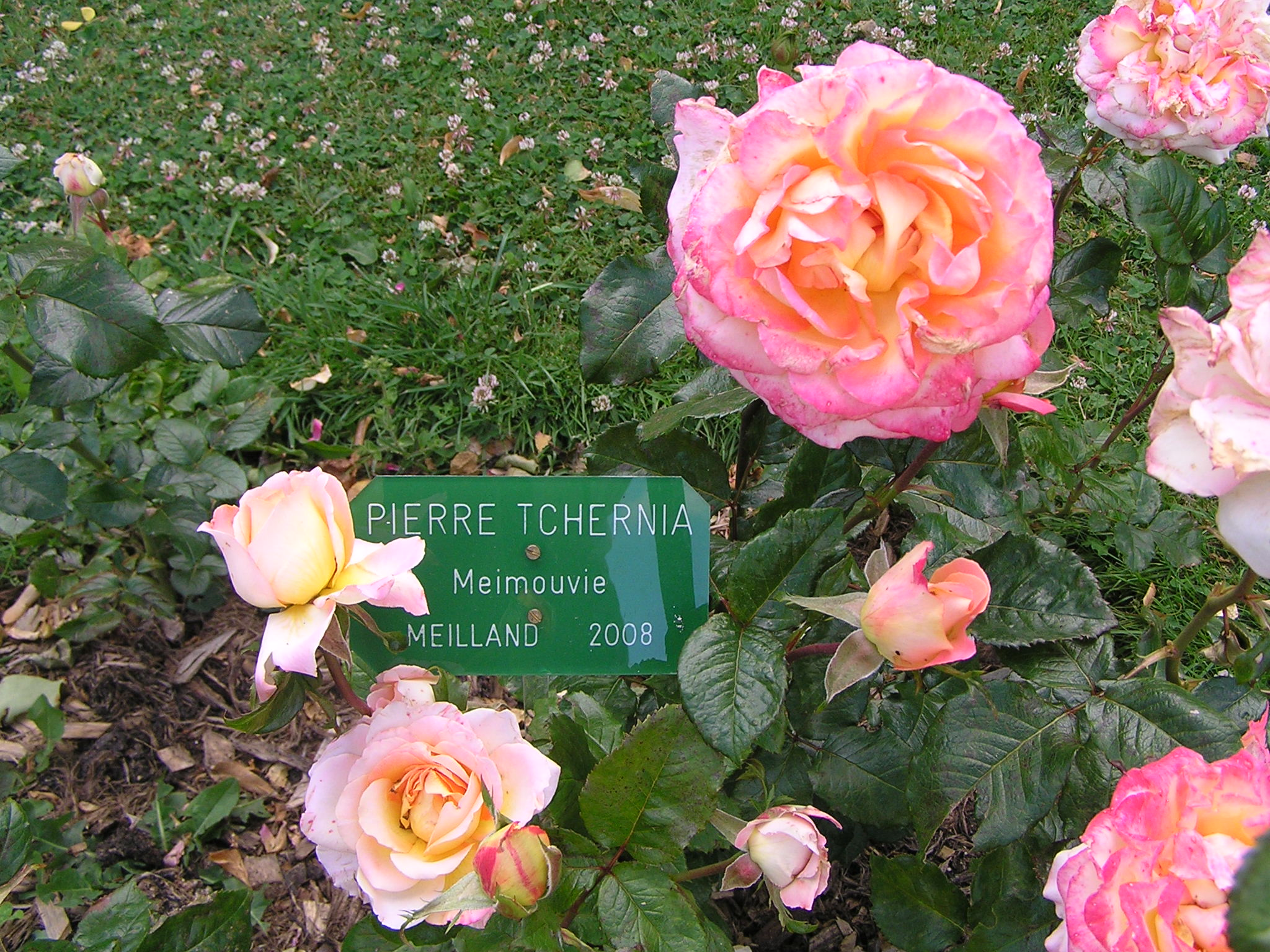
Un rosier de Meilland est créé en son honneur en 2008.

En 2008, le rosiériste français Meilland l'honore en baptisant une de ses obtentions Pierre Tchernia.